# McLaren F1
El McLaren F1 es un automóvil superdeportivo coupé de 2 puertas diédricas triplaza desarrollado y producido por el fabricante británico McLaren Automotive, perteneciente al McLaren Group, junto al equipo McLaren de Fórmula 1. Fue diseñado por Gordon Murray y Peter Stevens.
Las versiones de competición participaron en las 24 Horas de Le Mans, siendo el primer coche en ganar la prueba en su debut; en el Campeonato Japonés de Gran Turismos; y el Campeonato FIA GT.

## Historia

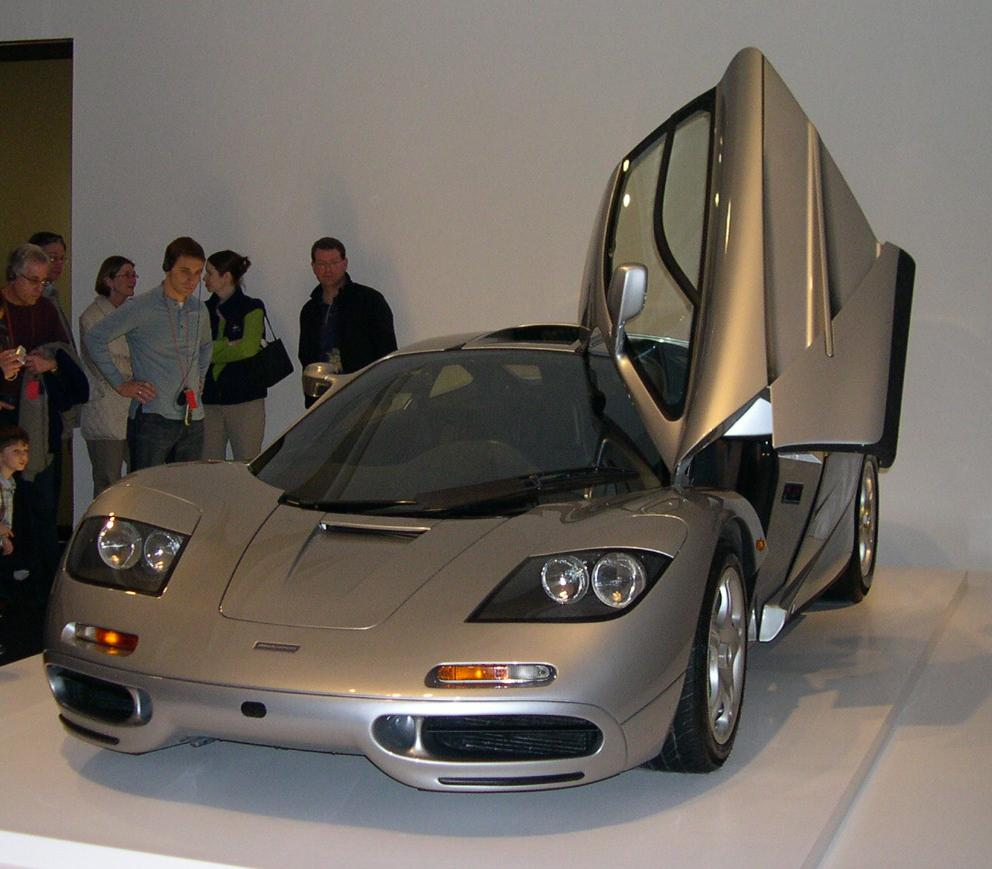
Modelo 1996 de la colección de Ralph Lauren en el Museo de Bellas Artes de Boston.

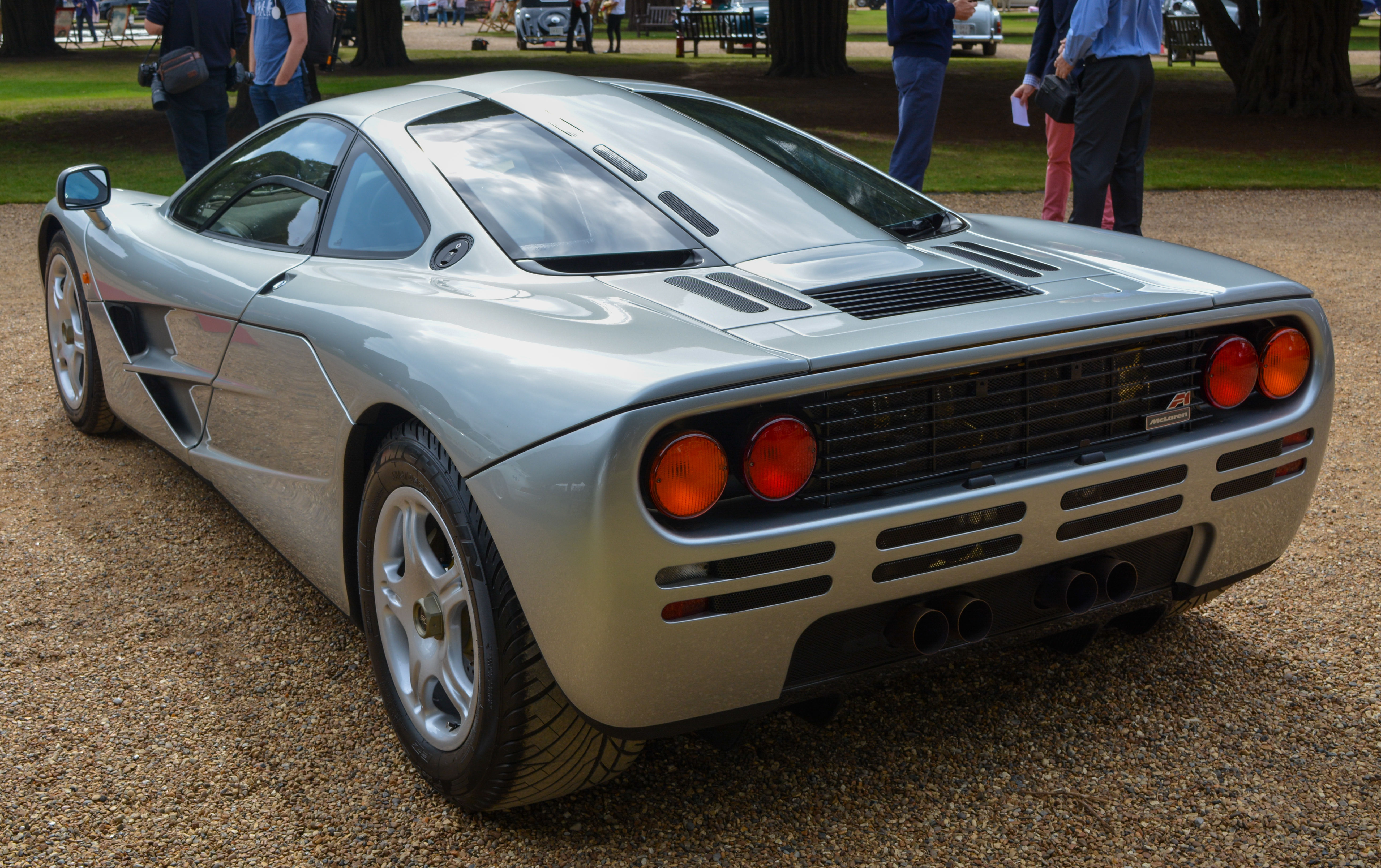
Vista trasera de un modelo 1996 con chasis n.º 63.

Nacido, literalmente, para matar el aburrimiento, fue originado debido a una broma hacia el Ferrari F40. Sin embargo, una vez terminado el producto, resultó ser todo lo contrario a una broma, causa miedo y una gran satisfacción. En su momento fue el auto de producción más rápido del mundo.
Se dice que Gordon Murray hizo un boceto para matar tiempo mientras esperaba abordar un avión, ahí nació el F1. Además de Murray, Ron Dennis y Peter Stevens fueron claves en el desarrollo de este auto, por un lado por el apoyo ilimitado y el diseño que se le dio para hacerlo una pieza increíblemente poderosa. Hablando de marcas, Honda, Isuzu y BMW también fueron clave en su historia.
Para finales de los años 1980, comenzó su desarrollo; quería mantenerse un peso bajo y un motor potente para sacar lo mejor de esa relación. En un principio, se recurrió a Honda para que proveyera los motores, pero no aceptaron; se hizo lo mismo con Isuzu, pero no fueron capaces de desarrollar el motor tal y como McLaren buscaba. Al final, el motor llegó de la mano de BMW, que había sido creado en un inicio para su Serie 8. No era cualquier Serie 8, sino fabricado por M Sport para el nunca lanzado M8 que resultó muy caro de desarrollar.
Uno de los aspectos más llamativos es la disposición de los tres asientos, uno de ellos en posición central para el conductor y dos a sus costados para los acompañantes, esto se debe a querer ofrecer una mejor posición de manejo al conductor, además de asemejarse a un monoplaza de F1. En sí no era el auto más lujoso, simplemente se enfocaba en ser rápido por su gran motor. El interior era bastante simple, aunque en general presentaba algunas tecnologías que tardarían varios años en verse en otros autos, como por ejemplo: un transmisor de datos que mandaba información a la central de McLaren con cifras clave del auto que permitían conocer si sufriría alguna avería o si algún componente estaba más desgastado de lo usual, con lo cual la marca podía comunicarse con el dueño y darle un servicio al auto previniendo daños severos a cualquier componente.
El nombre F1 salió como una broma, tal y como Murray lo cuenta en un programa de Discovery Channel, Ultimate Cars, al hacer alusión al Ferrari F40 que estaría 39 escalones más abajo que su McLaren, por eso F1. Pasaron los meses en el desarrollo y el nombre no cambió. Su primera aparición en público fue durante el Gran Premio de Mónaco de 1992.
Los GTR participaron en diversos certámenes, como el Mundial de Resistencia, el campeonato FIA GT y en el Campeonato de Turismos de Japón. En todos tuvieron buenas participaciones y varias victorias. Al cambiar las regulaciones, fueron perdiendo peso hasta quedar por debajo de los 1000 kg (2205 libras).
Era poder puro, pues no contaba con asistencia de manejo alguna, por lo que hacía falta mucho valor y pericia para domar toda su potencia.

## Producción

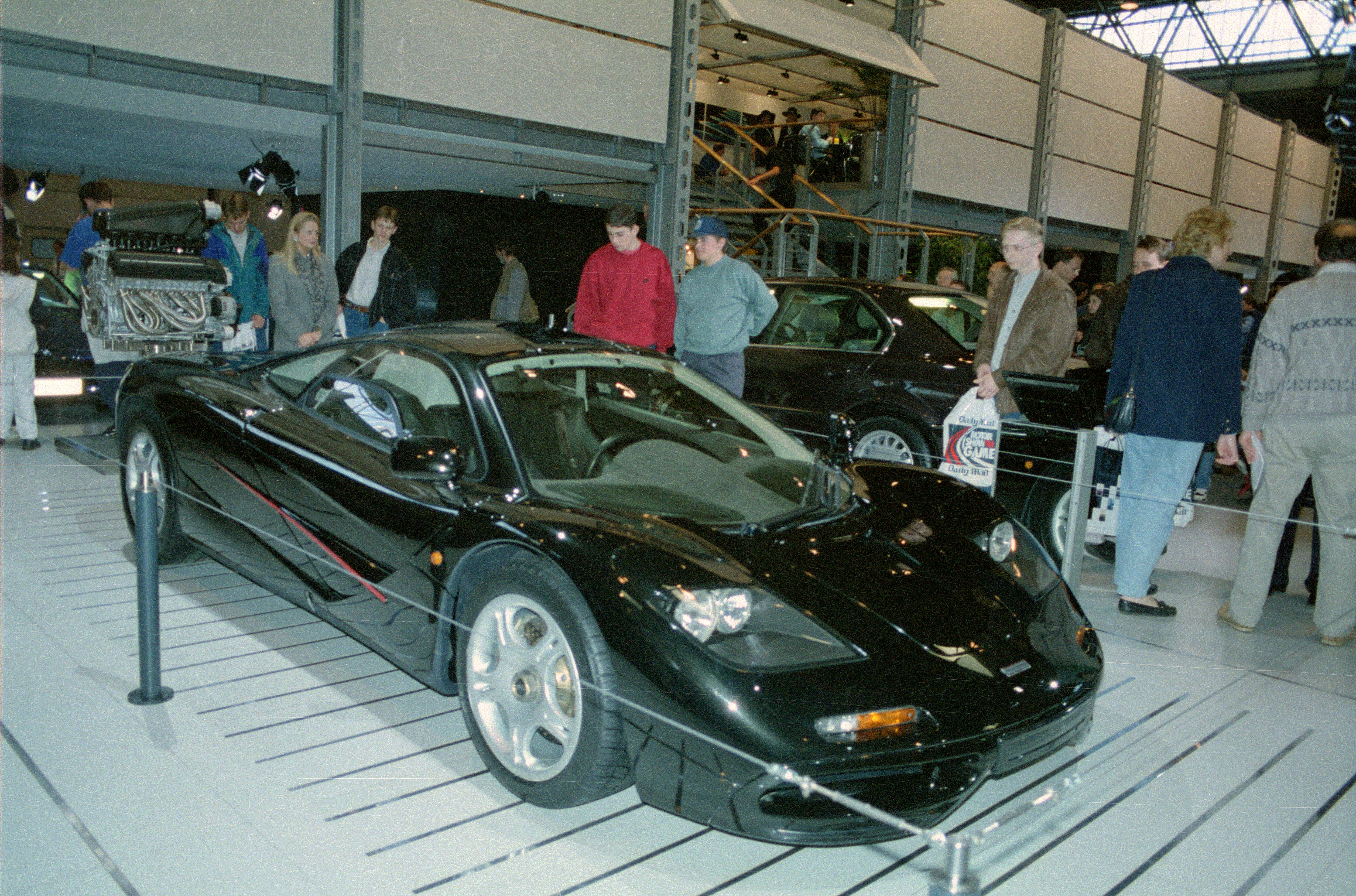
Exhibición en el Salón del automóvil de Birmingham de 1994.

La fabricación de la primera unidad de la versión de calle fue completada en 1992 y la última en 1998.
Se ensamblaron 100 unidades que fueron vendidas y entregadas a los clientes, de las cuales 64 eran de la versión de calle, 5 LM para conmemorar la victoria de Le Mans en 1995, 3 GT (incluyendo un prototipo) y 28 GTR de carreras que fueron construidos para clientes privados que compitieron en las series de FIA GT y Le Mans, de los cuales 9 se produjeron en 1995, otros 9 en 1996 y 10 en 1997. El resto eran 5 prototipos de la versión de calle y un LM, el cual que permanece en la fábrica de McLaren, para un total de 106.
La primera entrega del modelo final a su primer dueño se hizo en 1994. Ganó las 24 Horas de Le Mans de 1995, por ello se creó la edición especial McLaren F1 LM que conservaba los cambios aerodinámicos necesarios para competir, de los cuales solamente 5 se vendieron y el sexto permanece en la fábrica de McLaren.
De los 3 F1 GT, solamente uno está en el museo de la marca, ya que fueron modelos muy extraños con una carrocería considerablemente más larga, mientras que los otros dos se vendieron.

## Costes
- Su precio cuando nuevo era de US$ 970000.[7]

- Su consumo de combustible promedio es de 15,2 mpgAm (15,5 L/100 km; 6,5 km/L), en el mejor de los escenarios de 23,4 mpgAm (10,1 L/100 km; 9,9 km/L) y en el peor de 9 mpgAm (26,1 L/100 km; 3,8 km/L).[8]

- La revisión de mantenimiento cada 10 000 km (6214 millas) costaba en 2014 unas 30 000 ₤.[9]

## Mecánica y equipamiento

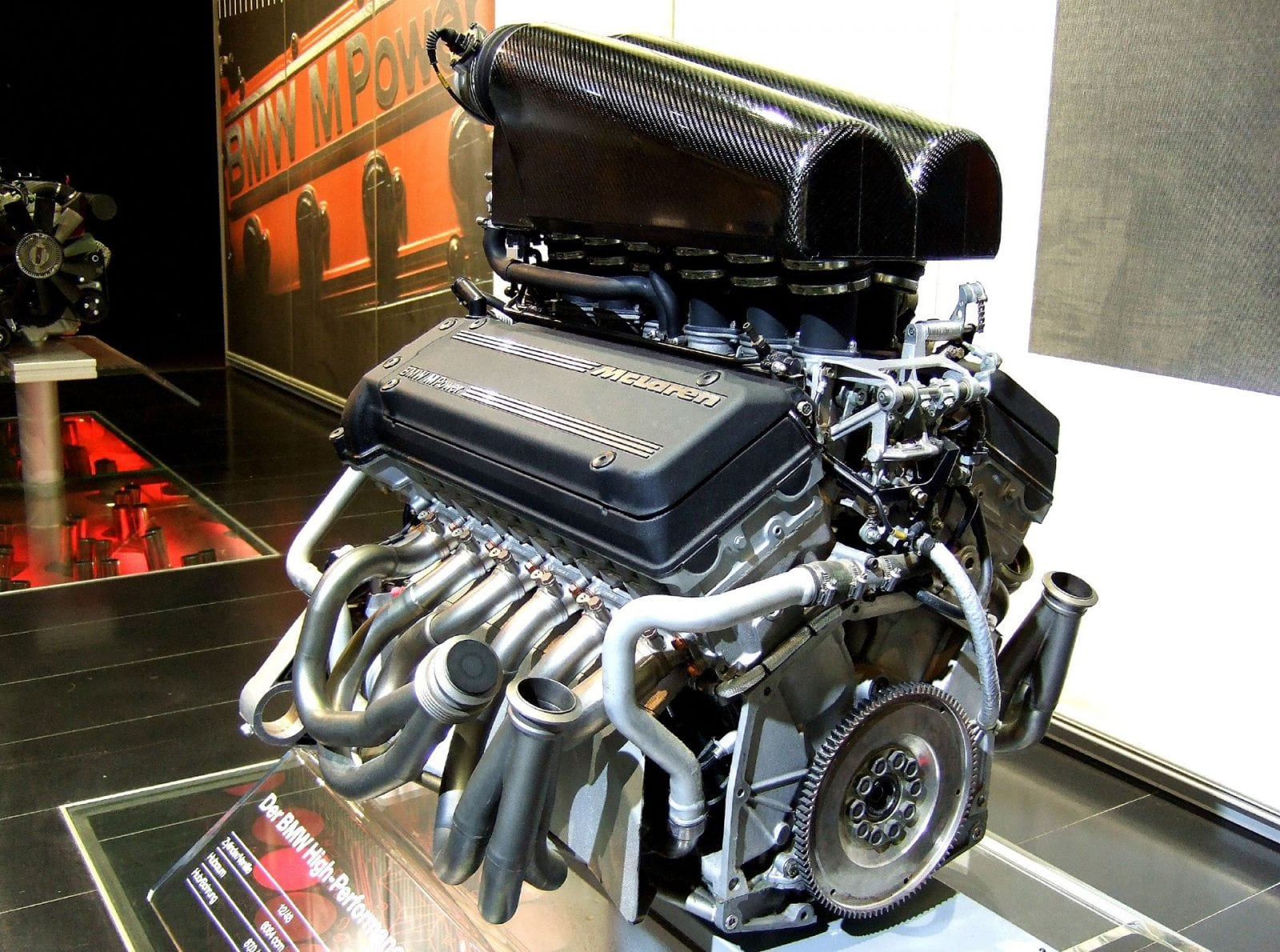
Motor de un modelo 1996.

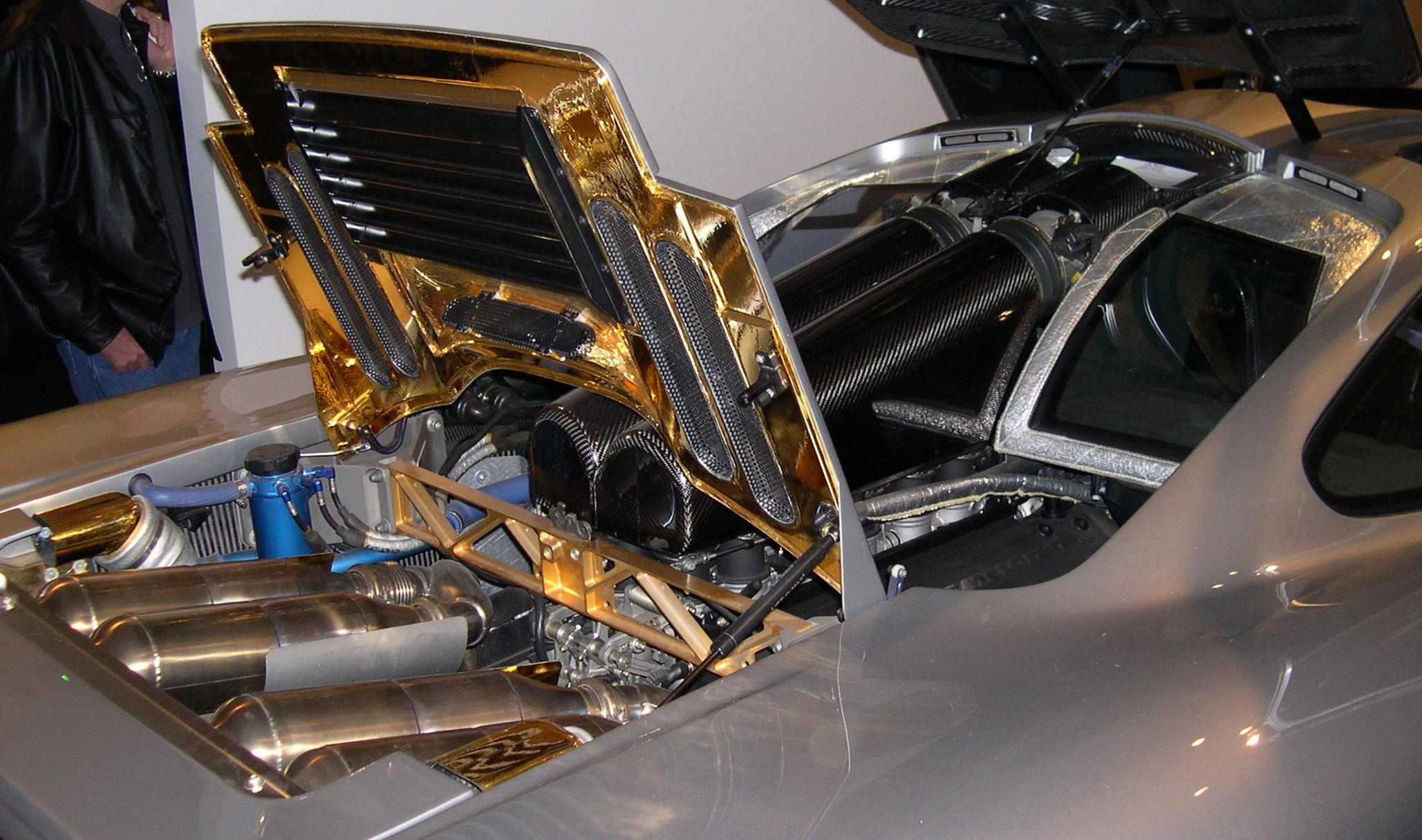
Capó trasero de un modelo 1996 con recubrimiento de oro.

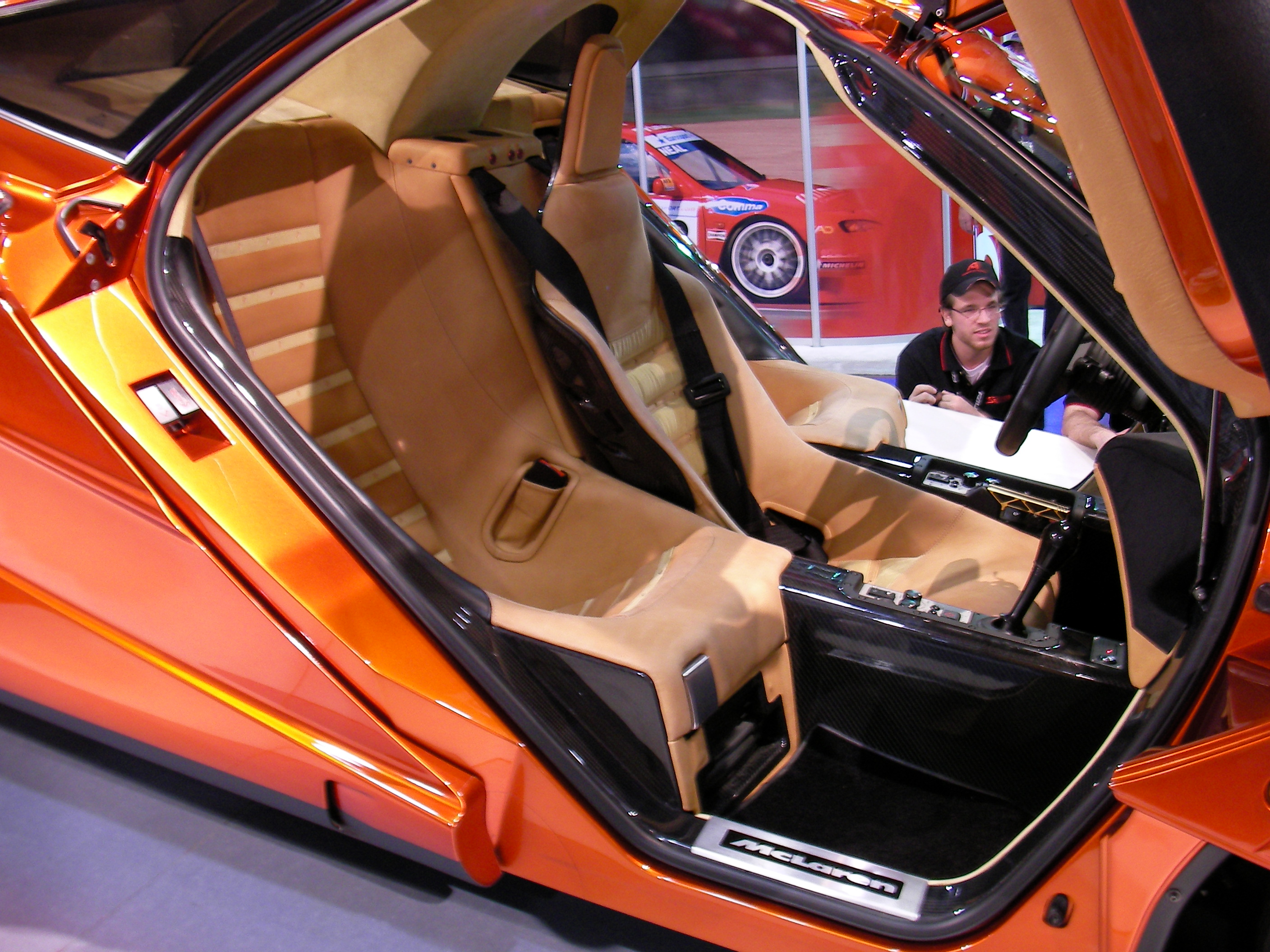
Vista interior del habitáculo triplaza.

Tiene un motor de gasolina V12 a 60° naturalmente aspirado de 6064 cm³ (6,1 L; 370 plg³) proveniente de BMW con código S70/2, con una distribución de doble (DOHC) árbol de levas a la cabeza con 4 válvulas por cilindro (48 en total) accionadas por cadena y taqués hidráulicos, además de sistema continuo distribución de válvulas variable (VVT), alimentado por inyección multipunto de combustible Bosch Motronic. Entrega una potencia máxima de 627 CV (618 HP; 461 kW) a las 7400 rpm y un par motor máximo de 480 lb·pie (651 N·m) a las 5600 rpm. Está ubicado en posición central-trasera y orientado longitudinalmente.
Su chasis es un monocasco de fibra de carbono y en su construcción también se utiliza numerosos componentes, como: titanio, magnesio y kevlar, para ofrecer una carrocería ligera y con gran resistencia a las fuerzas de gravedad que se generaban en su andar y, por si no fuera poco, parte del motor y cofre se cubrían con un baño de oro de 24 kilates y no solamente por capricho, ya que se trata de un material que disipa mejor el calor generado. El motor produce mucho calor, por lo que el aire acondicionado viene de serie y el compartimento del motor está recubierto con una lámina de oro. Se refrigera mediante una toma de aire superior y dos laterales en las puertas del coche que favorecen la respiración del motor. Pesa 1140 kg (2513 libras), acelera de 0 a 60 mph (0 a 97 km/h) en 3.2 segundos y de 0 a 100 mph (0 a 161 km/h) en 6.3 segundos.
Está acoplado a una transmisión manual de 6 velocidades transversal con embrague de triples discos AP.
El McLaren F1 es relativamente pequeño comparado con otros superdeportivos. Tiene tres plazas: el conductor está ubicado en el centro del automóvil y los dos acompañantes se ubican a los lados, un tanto más atrás, siendo único entre los superdeportivos.
El equipo de Gordon Murray diseñó 5000 piezas que en su mayoría eran de fibra de carbono, magnesio y titanio para minimizar el peso.
No cuenta con ninguna ayuda en la conducción, como: control de tracción, ABS, frenos asistidos ni dirección asistida. Usaba frenos carbono-cerámicos, además de un alerón que se desplegaba al frenar, tal y como hoy en día hacen varios hiperautos, para reducir su velocidad.
El coche incorpora un módem que envía datos directamente a McLaren. Así se supo que un cliente alemán alcanzaba los 322 km/h (200 mph) casi a diario en sus viajes al trabajo.
Se entregaba con una caja de herramientas de titanio completa para uso de los mecánicos de McLaren, en caso de que tuvieran que desplazarse a reparar el coche del cliente; un juego de maletas a la medida para sus maleteros de 283 litros (10,0 pies cúbicos) a los costados del auto para 2 ocupantes o 227 litros (8 pies cúbicos) para 3 ocupantes. También incluía un radio estéreo ligero Kenwood y un reloj TAG Heuer solamente para propietarios.

## Récords

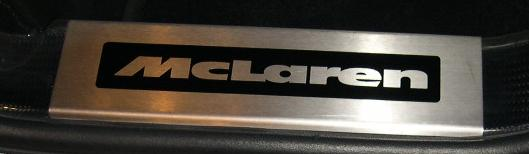
Logotipo de un modelo 1996.

En su lanzamiento, el McLaren F1 era el automóvil de producción más rápido del mundo. Su velocidad máxima era de 372 km/h (231 mph) en el primer auto producido, por el limitador con corte de inyección a las 7500 rpm. Posteriormente, el tope llegó a los 386,4 km/h (240,1 mph), con lo cual eclipsó al Jaguar XJ220, que hasta entonces ostentaba una marca de 349,4 km/h (217,1 mph), logrando así un nuevo récord. Después de esto, McLaren le quitó el limitador al prototipo y alcanzó los 391 km/h (243 mph) al ser conducido por Andy Wallace.
En octubre de 2004, el F1 fue sobrepasado por el Koenigsegg CCR con 395 km/h (245 mph) y unos años más tarde, en 2007 por el Bugatti Veyron 16.4 con 407 km/h (253 mph). Posteriormente por el SSC Ultimate Aero, con 412 km/h (256 mph). En 2011, el Bugatti Veyron 16.4 Super Sport se convirtió en el poseedor del título de coche de fabricación en serie más veloz del mundo, con un nuevo récord de 431 km/h (268 mph). El fabricante sueco Koenigsegg más tarde se impuso con su Agera RS, que alcanzó 284,55 mph (457,94 km/h).
No obstante, el McLaren F1 sigue siendo el automóvil de fabricación en serie con motor atmosférico más rápido del mundo.

## F1 LM

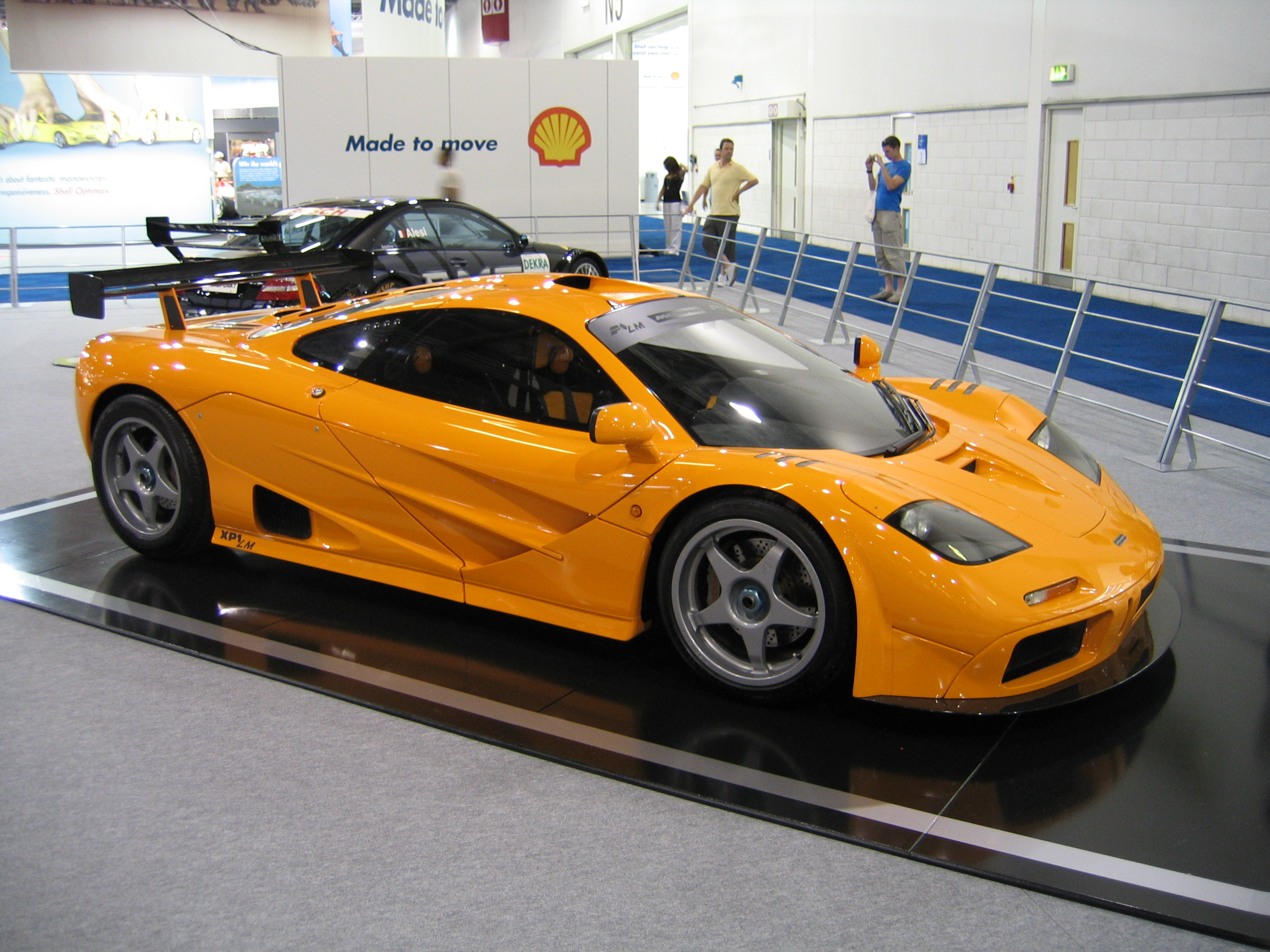
Versión LM.

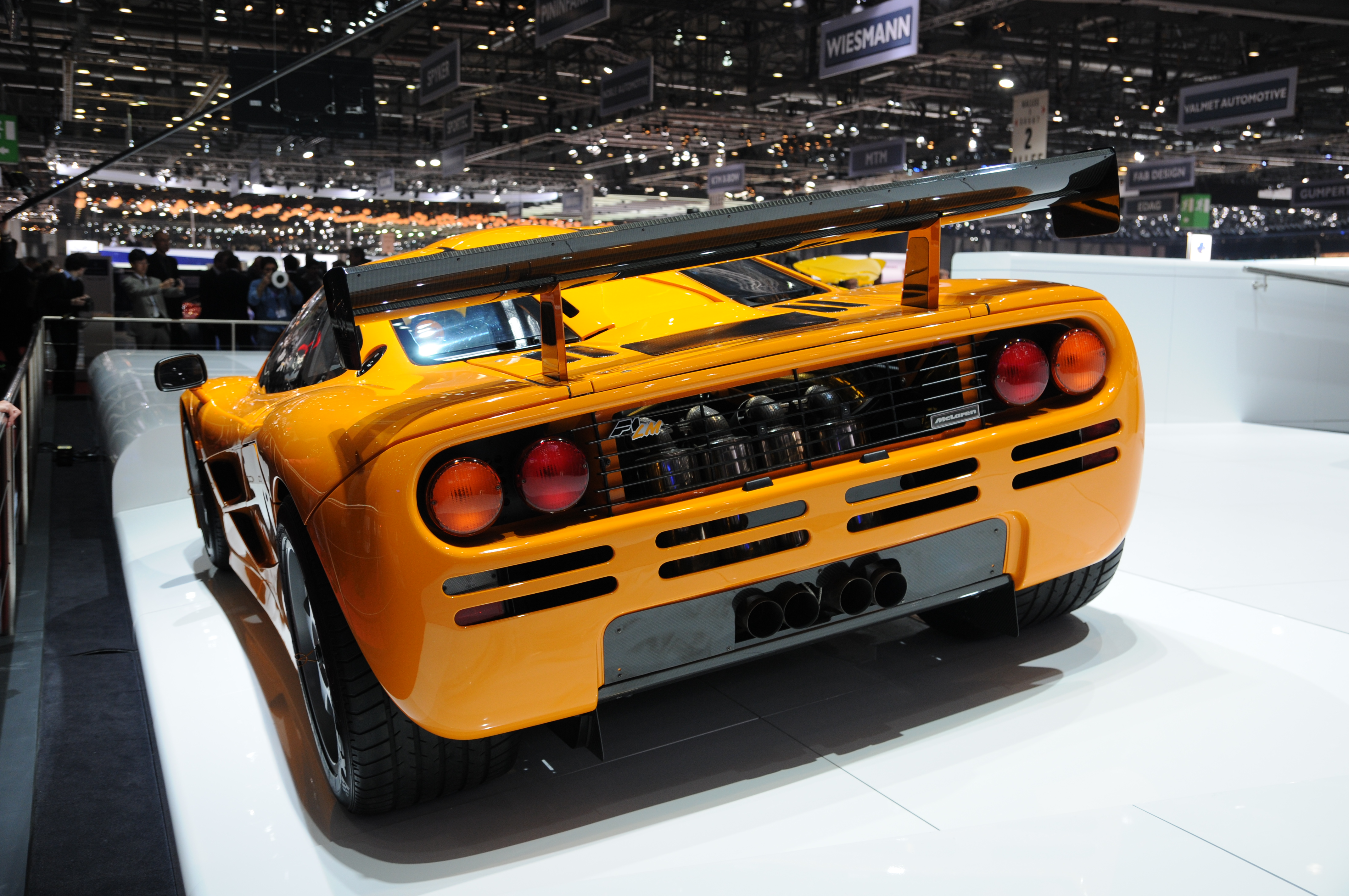
Vista trasera en el Salón del Automóvil de Ginebra de 2013.

El McLaren F1 LM es una versión del McLaren F1 GTR construida para celebrar la victoria de McLaren en las 24 Horas de Le Mans de 1995 y cuyas modificaciones le permitían ser homologado para circular por la calle.
Solamente se construyeron seis unidades, de las cuales se vendieron cinco y otra pintada en naranja (color con el que corría Bruce McLaren), permanece en la fábrica. A esta unidad se le calcula un valor de tres millones de €.
Esta versión pesa 1062 kg (2341 libras), que es de 60 a 75 kg (132 a 165 libras) más ligera que la normal al prescindir de aislamiento acústico y radio. Sus frenos no son de carbono, sino ventilados convencionales sin asistencia. El motor produce 680 CV (671 HP; 500 kW) a las 7800 rpm y un par máximo de 520 lb·pie (705 N·m) a las 4500 rpm.
Acelera de 0 a 60 mph (97 km/h) en 2,9 segundos y de 0 a 100 mph (161 km/h) en 6,7 segundos, mientras que su velocidad máxima es de 225 mph (362 km/h), debido al enorme alerón trasero.
En 2007, cuando Lewis Hamilton fichó por la escudería McLaren, le hizo una propuesta a Ron Dennis: si ganaba el Mundial, quería el LM XP1. Finalmente, Hamilton ganó el Mundial de 2008, pero McLaren no consiguió el de constructores, ya que lo ganó Ferrari, así que el LM se quedó en la sede de Woking.

## Especificaciones
| Materiales del motor                  | Bloque y cabezas de aleación de aluminio                                                                        |
| Distribución                          | DOHC 4 válvulas por cilindro (48 en total) accionadas por cadena y taqués hidráulicos, con sistema continuo VVT |
| Alimentación                          | Inyección multipunto de combustible con unidad de control de motor (ECU) Bosch Motronic, naturalmente aspirado  |
| Diámetro x carrera                    | 86 x 87 mm (3,39 x 3,43 pulgadas)                                                                               |
| Relación de compresión                | 11.0:1 |
| Corte de inyección (línea roja)       | 7500 rpm (Normal); y 8500 rpm (F1 LM)                                                                           |
| Sistema de lubricación                | Cárter seco de fundición de magnesio con bombas de barrido y una bomba de presión                               |
| Peso del motor                        | 266 kg (586 libras)                                                                                             |
| Combustible                           | Gasolina sin plomo de 95-98 RON                                                                                 |
| Capacidad del depósito de combustible | 90 L (23,8 galAm)                                                                                               |
| Potencia específica                   | 103,4 CV / litro (Normal); 112,1 CV / litro (LM)                                                                |
| Relación potencia a peso              | 550 CV / tonelada (Normal); 640,3 CV / tonelada (LM)                                                            |
| Distribución de peso                  | 41.2% delantero y 58.8% trasero                                                                                 |
| Embrague                              | Triples platos de carbono de 200 mm (7,87 plg) de diámetro, con actuador remoto hidráulico                      |
| 0-100 mph (161 km/h)                  | 6.3 segundos |
| 0-1 kilómetro (0,62 mi)               | 19.6 segundos a 177 mph (285 km/h).                                                                             |
| 0-150 mph (241 km/h)                  | 12.8 segundos                                                                                                   |
| 0-200 mph (322 km/h)                  | 28 segundos |
| 1/4 milla (402 m)                     | 11.1 segundos a 138 mph (222 km/h)                                                                              |

| 1.ª  | 2.ª  | 3.ª  | 4.ª  | 5.ª  | 6.ª  | Final |
| ---- | ---- | ---- | ---- | ---- | ---- | ----- |
| 3.23 | 2.19 | 1.71 | 1.39 | 1.16 | 0.93 | 2.37  |

## En competición

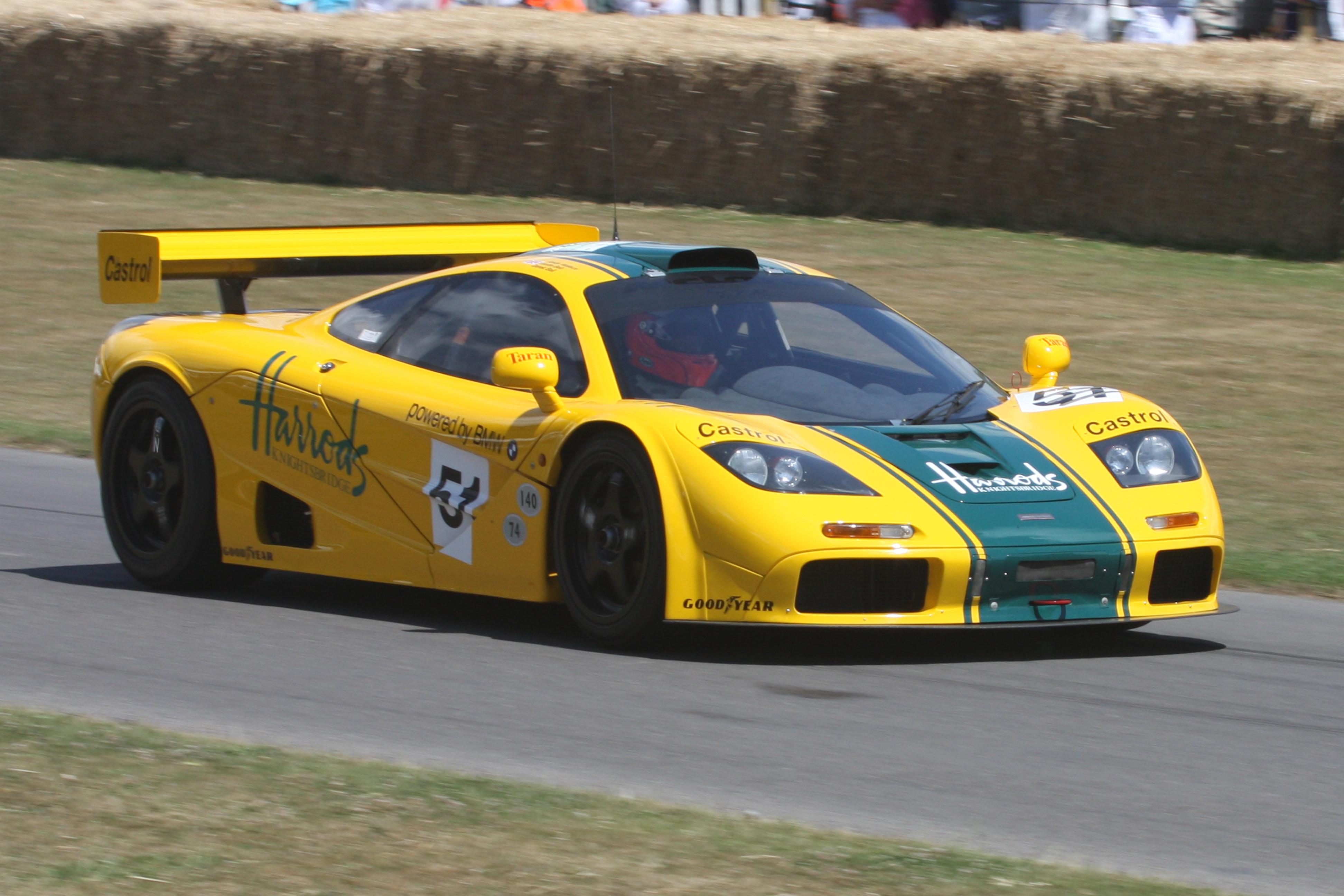
GTR de 1995 del equipo Harrod's.

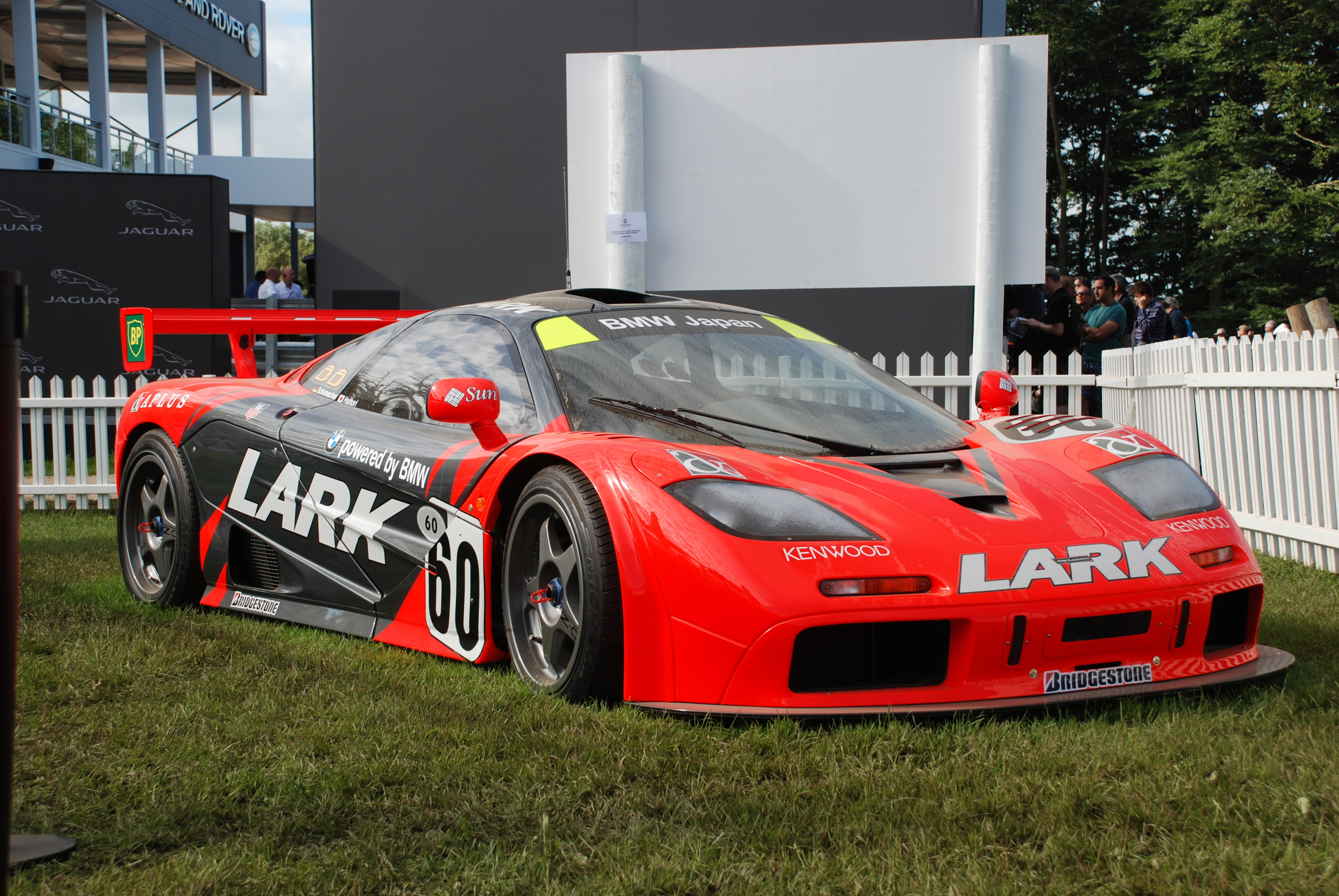
GTR del equipo Lark en el Festival de la Velocidad de Goodwood de 2016.

Mucho antes de que los GT3 dominasen por completo la competición, los coches de la hoy extinta GT1 eran los que despuntaban, incluso más que los prototipos de Le Mans. Fueron pocos los fabricantes que destacaron con audacia y precisión en aquellas carreras de resistencia y uno de esos pocos es McLaren.
La definición física de preámbulo para los McLaren actuales, se remonta a una petición de varios equipos de carreras en propiedad de Ray Bellm y Thomas Bscher, clientes de la compañía que tenían la idea clara de ver el McLaren F1 vestirse de circuito.
El escenario donde tendría cabida el McLaren F1 GTR sería la BPR Global GT Series, el campeonato que aglomeraba los más voraces coches de carrera en pista, donde los fines de semana parecían campamentos interminables y los trazados, lugares para la competición entre los pilotos y máquinas.
Para que el F1 GTR tuviese el permiso de la FIA, las modificaciones incluyeron un mapeo de motor modificado que incrementó la potencia. No obstante, las restricciones de aire obligatorios para las carreras dejaron la cifra en 600 CV (592 HP; 441 kW) a las 7500 rpm. También se introdujeron otros aditamentos en los paneles de la carrocería, la suspensión, la aerodinámica y el interior.
La primera versión del F1 GTR no distaba mucho de buenas a primeras del F1 de producción, con su apariencia más un arduo trabajo de ingeniería, le dio el mayor logro nada menos que en su año de debut: cinco posiciones, respecto a los diez construidos en principio, en las 24 Horas de Le Mans de 1995: primero, tercero, cuarto, quinto y decimotercero fueron los puestos que ocupó tras aquella jornada intensa, batallando con coches igual de parejos, entre ellos, uno de sus némesis más letales: el Porsche 911 GT1.
Al año siguiente, el F1 GTR no mantuvo su peso original pese a un ligero incremento de dimensiones de alrededor de 100 kg (220 libras) y una ‘manutención’ de potencia: otros nueve se obtuvieron bajo el reglamento vigente de entonces. El chasis registrado como #14R fue el primer foráneo -respecto a Europa- en ganar una carrera dentro del All Japan Grand Touring Car Championship, hoy reemplazado por la Super GT Japonés, que fuera llevado al límite en manos de David Brabham y John Nielsen.

### McLaren F1 GTR LongTail

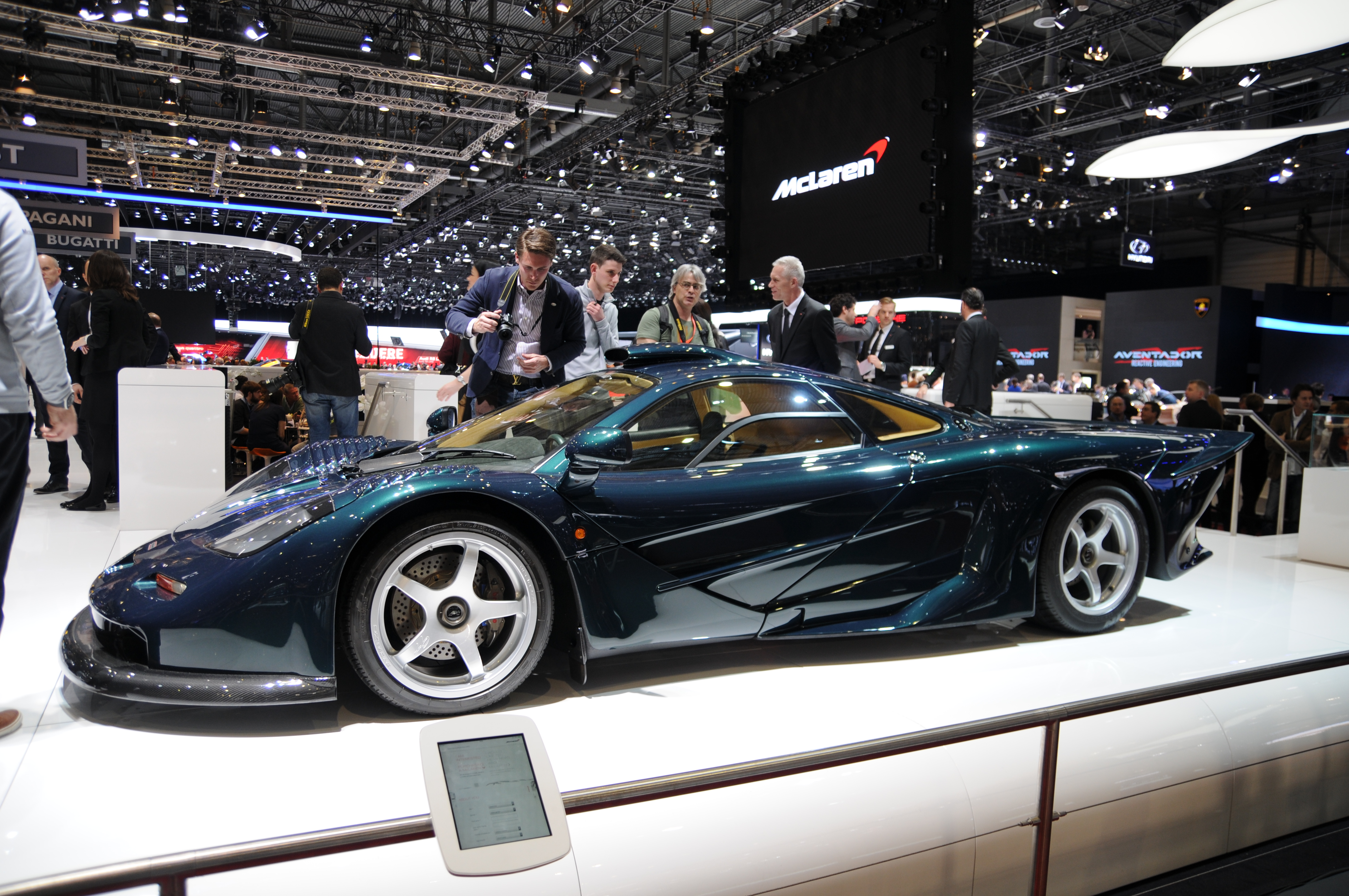
Prototipo XP GT en el Salón del Automóvil de Ginebra de 2015.

McLaren se planteó una evolución radical respecto al F1 GTR con el que ganó Le Mans, ya que el BPR Global Series hacía lo propio al reformarse como el campeonato FIA GT; una mayor reducción de peso y una transmisión secuencial de eje transversal fueron añadidas, incluyendo una reducción en la cilindrada de 6.1 a 6.0 litros.
Las mejoras aerodinámicas en la carrocería implicaron una extensión de la parte trasera, e incluso el frontal, para incrementar la fuerza descendente y su coeficiente aerodinámico. El peso final del modelo de 1997 llegó a 910 kg (2006 libras).
Para poder homologarlo, debían construir al menos una versión de calle; así es como nació el McLaren F1 GT.
Existen tres unidades, de las cuales el prototipo XP-GT permanece en Woking. La diferencia con el F1 LM se da en que este último es un modelo de conmemoración por la victoria en Le Mans, además de que las cinco unidades construidas representan la cantidad de coches que finalizaron la competición.

### El GTR en la actualidad
Pese a ya no poder correr en los circuitos, los F1 GTR están en manos de coleccionistas que no dudan en sacarlos a pasear a trazados alrededor el mundo, como es el caso de la reunión entre 16 unidades del F1 GTR durante la Goodwood 73rd Member Meeting, donde pudo colarse el McLaren P1 GTR definitivo. Algunos optaron por convertirlos en versiones legales para circular por la carretera.

## Propietarios
Ralph Lauren
El diseñador de moda Ralph Lauren posee 3 McLaren F1.
Jay Leno
El cómico y presentador Jay Leno es un gran coleccionista de coches y tiene un McLaren F1.
Wyclef Jean
Wyclef Jean es un rapero, actor y productor haitiano-estadounidense conocido por ser miembro del exitoso trío de Hip hop The Fugees. Tiene un McLaren F1.
Sultán de Brunéi
El Sultán de Brunéi Hassanal Bolkiah tiene 8 McLaren F1.
Rowan Atkinson
El actor Rowan Atkinson, más conocido por su interpretación de Mr. Bean, es dueño de uno de estos vehículos.
El 5 de agosto de 2011, chocó su McLaren F1 contra un árbol en Cambridgeshire. Después del choque el coche se incendió y los bomberos lo apagaron hacia las 20:30 h. El actor padeció de una lesión en el hombro y fue conducido en ambulancia al Hospital de la Ciudad de Peterborough. Dos años después del accidente, en 2013, apareció totalmente restaurado, para lo cual se gastó US$ 1,4 millones en costos de reparación. Su precio después de haber sido restaurado era de US$ 12 millones y, posteriormente, lo puso en venta por alrededor de ₤ 8 millones.
Elon Musk
Elon Musk es cofundador de Paypal, Tesla Motors y SpaceX.
En el año 2000 nada más comprar el McLaren F1 Elon Musk iba con Peter Thiel para asistir a una reunión.

Peter Thiel: "So, what can this do?"
Elon Musk: "Watch this!"
Peter Thiel: "¿Y qué puede hacer este coche?"
Elon Musk: "¡Mira esto!"

Pisó el acelerador a fondo, el motor atmosférico respondió instantáneamente y en ausencia de control de tracción, inició un trompo que le llevó a una pequeña elevación del terreno en un ángulo de 45 grados donde el coche se elevó un metro girando como un disco y cayó a plomo al suelo, siguiendo en la dirección original. Las ruedas, la suspensión, los cristales y varias partes de la carrocería quedaron destrozados. Elon Musk salió del coche riéndose a carcajadas.

Peter Thiel: "Why are you laughing? You've just wrecked this car..."
Elon Musk: "You don't know the funny part: It wasn't insured!"
Peter Thiel: "¿Por qué te ríes? Acabas de destrozar el coche..."
Elon Musk: "No sabes lo más divertido: ¡no estaba asegurado!"

Después de que la grúa retirase el coche, acudieron a la reunión prevista. Una vez reparado, Elon Musk condujo 17 700 km (11 000 millas) con este coche en viajes de trabajo entre Los Ángeles y San Francisco y más tarde lo vendió.
Nick Mason
Nick Mason, baterista del famoso grupo de Rock progresivo Pink Floyd, es propietario de un modelo GTR valuado en alrededor de US$ 10 millones, con el cual tuvo un accidente al estrellarse duramente contra el muro de contención en el circuito de Goodwood, del cual salió ileso.
George Harrison
George Harrison fue un integrante del famoso grupo de Rock The Beatles que estaba obsesionado con el F1, a tal grado que prácticamente vivía en las instalaciones de Woking mientras su coche estaba siendo construido. Harrison era amigo de Gordon Murray y ello le permitió conocer a todo el equipo de desarrollo, así como conocer personalmente a los artesanos que ensamblarían su coche a mano. Obsesionado con el budismo e hinduismo, encargó que 14 símbolos hindúes fueran repartidos por el coche. Como extra, encargó un juego adicional de llantas de magnesio en color negro mate.

## Apariciones en medios
El McLaren F1 ha aparecido en una gran variedad videojuegos de carreras, tales como:
- Sega Super GT: Aparece en su versión de carreras patrocinando por la petrolera Gulf Oil Corporation. Está indicado junto al Porsche 911, Ferrari F40 y Dodge Viper GTS; es el modelo de mayor velocidad.
- Le Mans 24: Aparece en su versión de carreras patrocinado por la petrolera Gulf, a la vez de poseer una versión alternativa decorada con colores amarillo y verde.
- GTA Online : En este juego aparece con el nombre de "Progen GP1".
- Need for Speed II y II SE: En este juego es el mejor y el más rápido de todos.
- Need for Speed IV: High Stakes: Aquí hace aparición la versión "GTR".
- Need for Speed: Hot Pursuit 2: Aquí aparece la versión de calle y la versión LM.
- Need for Speed: ProStreet: Solamente obtenible a través del Booster Pack para PC, PS3 y Xbox 360.
- Need for Speed: Undercover: Apareció en este videojuego del 2008 siendo uno de los autos más rápidos del juego y también uno de los que se nos encarga robar.
- Need for Speed: The Run: Aparece la versión de calle.
- Need for Speed: Rivals : Aparece la versión F1 LM como auto de la policía de RCPD en 3 variantes diferentes.
- Need For Speed: Most Wanted (2012) : Aparece en un paquete de expansión llamado "Pack Ultimate Speed".
- Need for Speed: Shift: Aparece la versión de calle.
- Need For Speed: Shift 2 Unleashed: Aparece la versión de calle.
- Need for Speed: World: Aparece una edición especial llamada Elite, junto con el MP4 - 12C. En este juego, el McLaren F1 es el mejor auto y el más caro.
- Need for Speed: No Limits: Aparece en un evento especial.
- Need For Speed: Hot Pursuit (2010): Aparece en la serie HyperCoches.
- Need for Speed Heat: Aparece como DLC de pago, junto con la variante, P1 y P1 GTR.
- Need for Speed Unbound: Aparece la versión de calle, con opción a obtener una variante modificada estéticamente.[29]
- Midnight Club 3: DUB Edition Remix: Al desbloquear la clase A, se puede adquirir la versión LM.
- Real Racing 2: Aquí aparece con pegatinas y es como un coche de carreras.
- Real Racing 3: Aparece la versión de calle y la versión GTR.[30][31]
- Test Drive Unlimited: Aparece la versión de calle y la versión GTR, además de las versiones GT y LM como DLC.
- Gran Turismo 5: Aparece la versión de calle modelo 1994.[32]
- Gran Turismo 6: Aparece la versión de calle modelo 1994, la versión Stealth Model, y también las versiones GTR - BMW (Kokusai Kaihatsu UK Racing) y Race Car Base Model, ambos de 1995.[33]
- Gran Turismo Sport: Aparece la versión de calle modelo 1994, y también la versión GTR - BMW (Kokusai Kaihatsu UK Racing) de 1995.[34]
- The Crew 2: Aparece su versión de calle, pertenece a los HyperCar.
- Forza Motorsport 3: Aparecen 3 versiones GTR y la versión GT de 1997.[35]
- Forza Motorsport 4: Aparece la versión de calle modelo 1993, dos versiones GTR y la versión GT de 1997.[36]
- Forza Motorsport 5: Aparece solamente la versión de calle modelo 1993.[37]
- Forza Motorsport 6: Aparece la versión de calle modelo 1993, y la versión GT de 1997.[38]
- Forza Motorsport 7: Aparece la versión de calle modelo 1993, y la versión GT de 1997.[39]
- Forza Horizon: Aparece la versión de calle modelo 1993, y la versión GT modelo 1997.[40]
- Forza Horizon 2: Aparece la versión de calle modelo 1993, y la versión GT modelo 1997.[41]
- Forza Horizon 3: Aparece la versión de calle modelo 1993, y la versión GT modelo 1997.[42]
- Forza Horizon 4: Aparece la versión de calle modelo 1993, y la versión GT modelo 1997.[43]